# Anabas
L'Anabas è un genere di pesci d'acqua dolce appartenente alla famiglia degli Anabantidae, originario del Subcontinente indiano e del Sud-est asiatico, ad ovest della Linea di Wallace. Il nome proviene dal greco antico anabainein, cioè  "arrampicatore", per la sua caratteristica di passare da un corso d'acqua (o stagno) ad un altro vicino salendo sulla riva e attraversando così piccoli tratti di terraferma.

## Caratteristiche
Gli anabas hanno un corpo moderatamente esteso e la loro lunghezza giunge a 20-50 cm. Testa e muso sono relativamente grossi. Da ambo le parti della testa si trovano due aperture nasali.  I bordi dell'opercolo sono ricoperti di numerose spine. L'organo labirintico è ben formato. Le pinne dorsali e quelle anali sono lunghe, ma non quelle ventrali mentre quella caudale è arrotondata. La linea laterale è interrotta, la parte posteriore sul tratto del tronco correndo sotto due serie di squame. Gli anabas hanno un colore che va dal grigio-marrone al grigio-verde. Le pinne sono chiare; la copertura delle branchie e le attaccature della coda sono chiazzate.

## Habitat e alimentazione
Gli anabas si presentano prevalentemente incorsi di acqua dolce che fluiscono lentamente o che ristagnano e nel cui letto si trovano rocce, radici o piante. Essi si nutrono di insetti, crostacei, altri animali invertebrati e piccoli pesci. A differenza di molti altri labirintidi, non fanno covate e le loro uova salgono in superficie.
A terra gli anabas si muovono con le coperture degli opercoli divaricate, tramite potenti colpi della pinna caudale. Nei periodi di secca essi possono sopravvivere nel fango. Come gli altri pesci gli anabas in acqua secernono sulle branchie come composto azotato ammoniaca. Fuori dall'acqua le loro branchie non possono né respirare de secernere, come molti animali terrestri e molti altri pesci ossei della battigia secernono come composto azotato l'urea sulle loro mucose, il che ha il vantaggio che le mantiene umide, assorbendo l'umidità dell'aria.

## Specie
Il genere  anabas comprende due sole specie:
- Anabas cobojius (Hamilton, 1822)
- Anabas testudineus (Bloch, 1792) (tipo nomenclaturale)